# Gerty Cori
Gerty Theresa Cori o Gerty Theresa Radnitz (Praga, Imperi Austrohongarès, 1896-Saint Louis, EUA, 1957) fou una bioquímica i professora universitària nord-americana, d'origen txecoslovac, la primera dona guardonada amb el Premi Nobel de Medicina i Fisiologia l'any 1947. Cori es convertí així en la tercera dona a aconseguir aquest guardó després de Marie Curie i Irène Joliot-Curie, i la primera estatunidenca que rep el Nobel en una disciplina científica.

## Biografia
Va néixer el 15 d'agost de 1896 a la ciutat de Praga, en aquells moments població situada a l'Imperi austrohongarès però que avui en dia és la capital de la República Txeca, en una família d'arrels jueves. Filla d'Otto Radnitz, un químic que es va convertir en gerent d'una refineria de sucre després d'inventar un exitós mètode de refinació, i de Martha Neustadt, una dona sofisticada amiga de Franz Kafka. Va ser la més gran de tres germanes i va realitzar els primers estudis a casa amb professors particulars fins als deu anys, quan va ser inscrita en un "col·legi per a noies", quan tenia 16 anys va decidir que volia ser metgessa. Animada per un oncle matern, professor de pediatria a la universitat, va aprovar l'examen d'admissió per assistir a la Facultat de Medicina de la Universitat Alemanya Carl Ferdinand a Praga el 1914, i obtingué el doctorat en Medicina el 1920.
Mentre estudiava a la universitat, a l'any 1914, just a l'inici de la I Guerra mundial, va conèixer Carl Ferdinand Cori, que immediatament es va sentir atret pel seu «encant, vitalitat, sentit de l'humor i el seu amor per la natura i el muntanyisme». Reprengué els estudis de medicina després de la guerra; es van casar el 1920, després de graduar-se, malgrat l'oposició de la família, que estaven convençuts que la seva ascendència jueva dificultaria la carrera de Carl. Encara que Gerty es va convertir al catolicisme, no va aconseguir frustrar les seves pors.
Es van mudar a Viena, on van trobar feina els dos, Gerty a l'Hospital Infantil Karolinen i Carl en la Clínica de Medicina Interna i l'Institut Farmacològic de la Universitat de Viena. Tots dos van aconseguir fer recerca amb unes instal·lacions mínimes. Carl es va traslladar a la Universitat de Graz, però Gerty, incapaç d'obtenir una posició allí, es va quedar a Viena.
Durant la seva estada a l'hospital va treballar a la unitat de Pediatria i a més va dur a terme investigacions en el camp de la regulació de la temperatura, la comparativa de temperatures abans i després del tractament de patologia tiroidal i va publicar articles sobre trastorns de la sang. La vida es va tornar molt difícil després de la Primera Guerra Mundial, fins i tot Gerty va sofrir xeroftàlmia -una malaltia dels ulls ocasionada per deficiència de vitamina A-, causada per la severa malnutrició que li va provocar l'escassesa d'aliments. Aquests problemes, juntament amb el creixent antisemitisme, van contribuir que la parella decidís abandonar Europa.
El 1922 afortunadament a Carl se li va oferir un lloc com a bioquímic a l'Institut Estatal per a l'Estudi de Malalties Malignes (ara Roswell Park Memorial Institute) de Buffalo, Nova York, que va acceptar ràpidament, encara que Gerty va seguir-lo sis mesos més tard quan va disposar d'una posició d'assistent en anatomia patològica. Mai no van lamentar la seva decisió d'emigrar. Aprofitant amb entusiasme la cultura americana, es van convertir en ciutadans dels Estats Units el 1928.

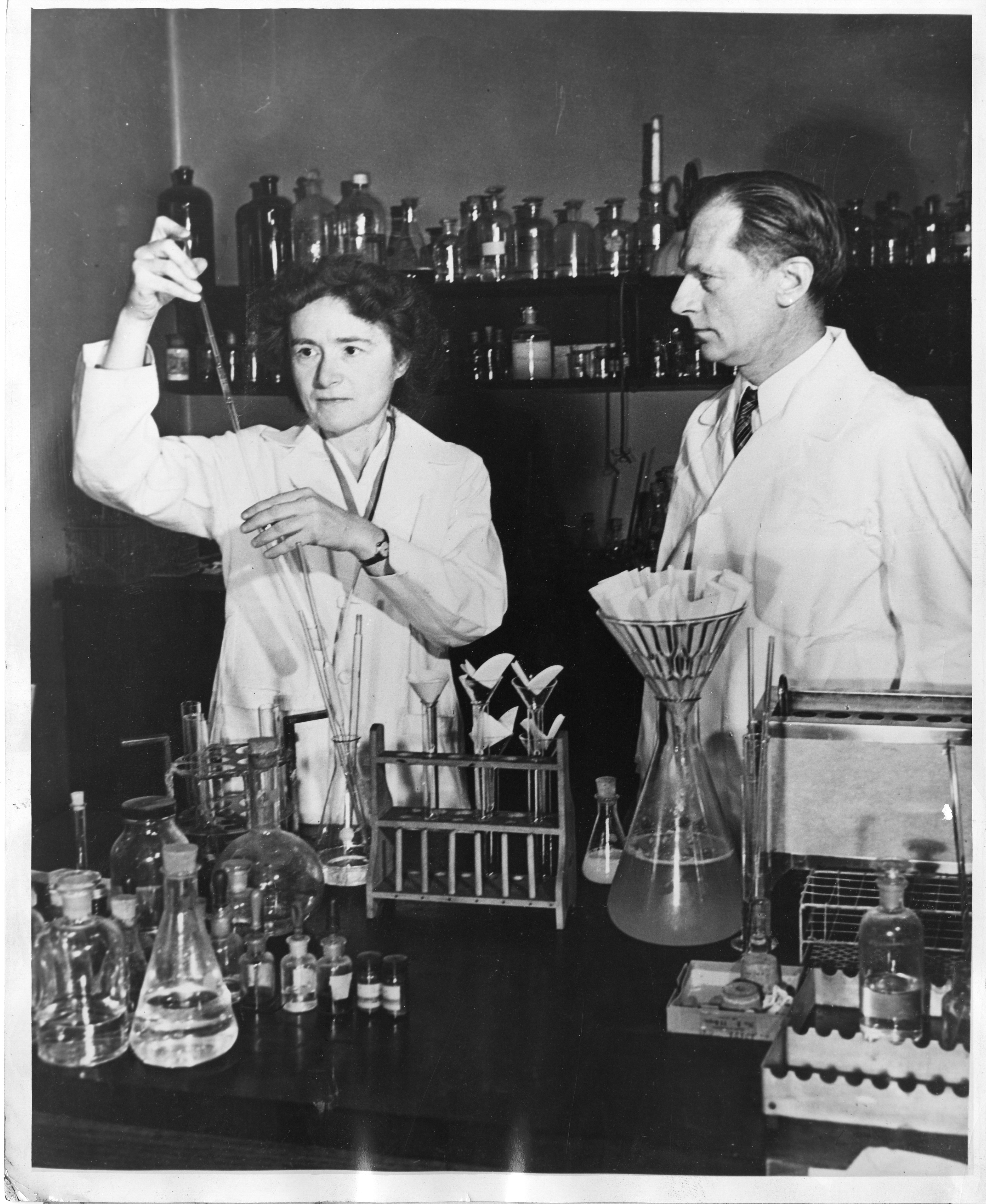
Gerty Theresa Radnitz Cori i Carl Ferdinand Cori el 1947

Els Cori van deixar el Roswell després de publicar el seu treball sobre el metabolisme dels carbohidrats. Algunes universitats van oferir una posició a Carl, però es van negar a contractar la seva dona. Durant una de les entrevistes, Gerty va ser informada que es considerava «poc americà» que una parella d'esposos treballés junta. El 1931, es van mudar a Sant Lluís, Missouri, on van oferir a Carl un lloc com a investigador a l'Escola de Medicina de la Universitat de Washington. Malgrat els seus antecedents, a Gerty li van oferir només un lloc com a investigadora associada, amb un sou que corresponia a la desena part del que guanyava Carl, a més la van advertir que podia perjudicar la carrera del seu marit.
El 1936 neix l'únic fill de la parella, Thomas, que tot i fer estudis de química, es nega a seguir una carrera d'investigador. Aquell mateix any descobreixen un nou compost, la glucosa-1-fosfat, posteriorment nomenada èster de Cori. Cap a l'any 1938 evolucionen en direcció a una nova branca de la bioquímica acabada de néixer: l'enzimologia.
El 1943 fou nomenada professora de bioquímica de la Universitat Washington de Saint Louis, situada a l'estat nord-americà de Massachusetts, càrrec que desenvolupà fins a la seva mort, el 26 d'octubre de 1957 a conseqüència d'una insuficiència renal.

## Recerca científica
Al costat del seu espòs va realitzar investigacions sobre el metabolisme de l'hidrat de carboni i la glucosa, cosa que els va conduir a definir l'anomenat cicle de Cori l'any 1929, el moviment de l'energia al cos: del múscul al fetge i d'aquest, novament, al múscul. L'any 1947 ambdós foren guardonats amb la meitat del Premi Nobel de Medicina i Fisiologia per la seva recerca sobre la conversió catalítica del glucogen, premi compartit amb el metge argentí Bernardo Alberto Houssay.

## Reconeixements
En honor seu s'anomenà el cràter Cori sobre la superfície de la Lluna i el cràter Cori sobre la superfície de Venus. Així mateix també fou anomenat en el seu honor l'asteroide (6175) Cori, descobert el 4 de desembre de 1983 per Antonín Mrkos.